# Bradford (Ohio)
Bradford è un villaggio degli Stati Uniti d'America, situato nello stato dell'Ohio, diviso tra la contea di Miami e la contea di Darke.